# Championnat des Antilles néerlandaises de football 2009
Navigation
Saison précédente Saison suivante
La saison 2009 du Championnat des Antilles néerlandaises de football est la quarante-cinquième édition de la Kopa Antiano, le championnat des Antilles néerlandaises. Les deux meilleures équipes de Curaçao et de Bonaire se rencontrent lors d'un tournoi inter-îles. 
À la suite de la non-participation des équipes de Bonaire, le tournoi se résume en un match entre les deux représentants de Curaçao. C'est le SV Hubentut Fortuna, champion de Curaçao, qui est sacré à après avoir battu le tenant du titre, le CSD Barber. Il s’agit du tout premier titre de champion des Antilles néerlandaises de l’histoire du club.

## Compétition
Le barème utilisé pour établir les différents classements est le suivant :
- Victoire : 3 points
- Match nul : 1 point
- Défaite : 0 point

### Championnat de Curaçao

#### Phase régulière
| Rang | Équipe                    | Pts | J  | G  | N  | P  | Bp | Bc | Diff |
| ---- | ------------------------- | --- | -- | -- | -- | -- | -- | -- | ---- |
| 1    | RKSV Centro Dominguito    | 48  | 22 | 14 | 6  | 2  | 48 | 20 | +28  |
| 2    | SV Hubentut Fortuna       | 44  | 22 | 12 | 8  | 2  | 43 | 16 | +27  |
| 3    | UD Banda AbouT            | 41  | 22 | 11 | 8  | 3  | 37 | 22 | +15  |
| 4    | CRKSV Jong Holland        | 39  | 22 | 11 | 6  | 5  | 40 | 22 | +18  |
| 5    | VESTA Willemstad          | 34  | 22 | 8  | 10 | 4  | 28 | 25 | +3   |
| 6    | CSD Barber -3             | 33  | 21 | 10 | 6  | 5  | 41 | 22 | +19  |
| 7    | RKVFC Sithoc              | 33  | 22 | 9  | 6  | 7  | 30 | 26 | +4   |
| 8    | Sport Unie Brion-Trappers | 19  | 22 | 6  | 1  | 15 | 12 | 40 | -28  |
| 9    | SV Victory Boys           | 18  | 22 | 3  | 9  | 10 | 21 | 31 | -10  |
| 10   | CRKSV Jong Colombia       | 18  | 22 | 3  | 9  | 10 | 20 | 34 | -14  |
| 11   | SC Real Buena VistaP      | 15  | 22 | 3  | 6  | 13 | 14 | 40 | -26  |
| 12   | Centro Hubenil MahumaP    | 8   | 21 | 1  | 5  | 15 | 17 | 53 | -36  |

|  | Qualification pour le Kaya 6                     |
|  | Participation au barrage de promotion-relégation |
|  | Relégation directe en deuxième division          |
|  | T : Tenant du titre P : Promu de Sekshon Amatùr  |

#### Kaya 6
| Rang | Équipe                 | Pts | J | G | N | P | Bp | Bc | Diff |  | Résultats (▼ dom., ► ext.) | Ban | Bar | Hub | JHo | Dom | Wil |
| ---- | ---------------------- | --- | - | - | - | - | -- | -- | ---- |  | -------------------------- | --- | --- | --- | --- | --- | --- |
| 1    | UD Banda AbouT         | 10  | 5 | 3 | 1 | 1 | 9  | 3  | +6   |  | UD Banda AbouT             |     |     |     | 0-0 | 4-0 |     |
| 2    | CSD Barber             | 9   | 5 | 2 | 3 | 0 | 7  | 3  | +4   |  | CSD Barber                 | 3-0 |     | 1-1 |     |     |     |
| 3    | SV Hubentut Fortuna    | 8   | 5 | 2 | 2 | 1 | 7  | 6  | +1   |  | SV Hubentut Fortuna        | 0-1 |     |     |     |     | 3-2 |
| 4    | CRKSV Jong Holland     | 6   | 5 | 1 | 3 | 1 | 6  | 5  | +1   |  | CRKSV Jong Holland         |     | 1-1 | 0-1 |     |     | 2-2 |
| 5    | RKSV Centro Dominguito | 4   | 5 | 1 | 1 | 3 | 6  | 11 | -5   |  | RKSV Centro Dominguito     |     | 0-1 | 2-2 | 1-3 |     |     |
| 6    | VESTA Willemstad       | 2   | 5 | 0 | 2 | 3 | 6  | 13 | -7   |  | VESTA Willemstad           | 0-4 | 1-1 |     |     | 1-3 |     |

|  | Qualification pour le Kaya 4 |
|  | T : Tenant du titre          |

#### Kaya 4
| Rang | Équipe              | Pts | J | G | N | P | Bp | Bc | Diff |  | Résultats (▼ dom., ► ext.) | Bar | Hub | JHo | Ban |
| ---- | ------------------- | --- | - | - | - | - | -- | -- | ---- |  | -------------------------- | --- | --- | --- | --- |
| 1    | CSD Barber          | 7   | 3 | 2 | 1 | 0 | 9  | 3  | +6   |  | CSD Barber                 |     | 2-2 |     |     |
| 2    | SV Hubentut Fortuna | 7   | 3 | 2 | 1 | 0 | 7  | 3  | +4   |  | SV Hubentut Fortuna        |     |     | 3-0 | 2-1 |
| 3    | CRKSV Jong Holland  | 3   | 3 | 1 | 0 | 2 | 1  | 8  | -7   |  | CRKSV Jong Holland         | 0-5 |     |     |     |
| 4    | UD Banda AbouT      | 0   | 3 | 0 | 0 | 3 | 2  | 5  | -3   |  | UD Banda AbouT             | 1-2 |     | 0-1 |     |

|  | Qualification pour la Kopa Antiano et la finale |
|  | T : Tenant du titre                             |

#### Finale
| 23 août 2009 | CSD Barber | 0 - 1 | SV Hubentut Fortuna   |  |
|              |            |       | 38e Lisandro Trenidad |  |

### Championnat de Bonaire

#### Phase régulière
| Rang | Équipe                  | Pts | J  | G  | N | P  | Bp | Bc | Diff |
| ---- | ----------------------- | --- | -- | -- | - | -- | -- | -- | ---- |
| 1    | SV JuventusT            | 39  | 16 | 12 | 3 | 1  | 56 | 15 | +41  |
| 2    | Real Rincon             | 37  | 16 | 11 | 4 | 1  | 33 | 9  | +24  |
| 3    | SV Vespo                | 29  | 16 | 8  | 5 | 3  | 26 | 19 | +7   |
| 4    | SV Atlétiko Flamingo -3 | 25  | 16 | 8  | 4 | 4  | 31 | 21 | +10  |
| 5    | SV Estrellas            | 22  | 16 | 7  | 1 | 8  | 44 | 32 | +12  |
| 6    | SV Arriba Perú          | 13  | 16 | 3  | 4 | 9  | 22 | 42 | -20  |
| 7    | Atlétiko Tera Kòrá      | 13  | 16 | 2  | 7 | 7  | 13 | 39 | -26  |
| 8    | SV Vitesse              | 10  | 16 | 2  | 4 | 10 | 15 | 43 | -28  |
| 9    | SV Uruguay              | 7   | 16 | 1  | 4 | 11 | 14 | 34 | -20  |

|  | Qualification pour le Kaya 4 |
|  | T : Tenant du titre          |

#### Kaya 4
| Rang | Équipe               | Pts | J | G | N | P | Bp | Bc | Diff |  | Résultats (▼ dom., ► ext.) | Rea | Juv | Ves | Fla |
| ---- | -------------------- | --- | - | - | - | - | -- | -- | ---- |  | -------------------------- | --- | --- | --- | --- |
| 1    | Real Rincon          | 10  | 6 | 3 | 1 | 2 | 10 | 7  | +3   |  | Real Rincon                |     | 2-2 | 1-0 | 0-1 |
| 2    | SV JuventusT         | 10  | 6 | 3 | 1 | 2 | 14 | 13 | +1   |  | SV JuventusT               | 3-1 |     | 3-1 | 3-1 |
| 3    | SV Vespo             | 9   | 6 | 3 | 0 | 3 | 11 | 9  | +2   |  | SV Vespo                   | 0-3 | 4-1 |     | 2-0 |
| 4    | SV Atlétiko Flamingo | 6   | 6 | 2 | 0 | 4 | 8  | 14 | -6   |  | SV Atlétiko Flamingo       | 1-3 | 4-2 | 1-4 |     |

|  | Qualification pour la finale |
|  | T : Tenant du titre          |

#### Finale
| Équipe 1    | Résultat | Équipe 2    | Aller | Retour |
| ----------- | -------- | ----------- | ----- | ------ |
| Real Rincon | 2 - 4    | SV Juventus | 1 - 2 | 1 - 2  |

### Kopa Antiano
Le championnat de Bonaire s'achève beaucoup trop tardivement pour que le champion et le vice-champion bonairiens ne puissent participer à la Kopa Antiano. Il n'y a donc que deux clubs participants : le champion de Curaçao, SV Hubentut Fortuna et son dauphin, le CSD Barber.
| 30 août 2009 | SV Hubentut Fortuna                              | 4 - 2 | CSD Barber                              |  |  |
|              | Franklin Olaria 3e · Lisandro Trenidad 30e, 35e, |       | 23e Jair Cantiño 23 · Shayron Bernardus |  |  |

## Bilan de la saison
| Championnat des Antilles néerlandaises de football 2009 |                                 |
| Champion                                                | SV Hubentut Fortuna (1er titre) |
| Qualifications continentales                            |                                 |
| CFU Club Championship 2010                              | SV Hubentut Fortuna             |
| CFU Club Championship 2010                              | CSD Barber                      |
| Promotions et relégations                               |                                 |
| Promus en Kopa Antiano                                  | Aucun                           |
| Relégués                                                | Aucun                           |